# Оспанов, Арман Арипханович
Оспанов Арман Арипханович (род. 7 декабря 1989 года, город Ленгер, ЮКО) — казахстанский боец смешанных единоборств AСА в полулёгком весе и боевого самбо.

## Карьера
Воспитанник Южно-Казахстанской школы самбо. Является трёхкратным чемпионом мира по боевому самбо, трёхкратным обладателем кубка мира по боевому самбо и двукратным чемпионом Азии по Бразильскому Джиу-Джитсу. В профессиональных смешанных единоборствах провёл семь боев и одержал уверенные победы. Тренируется под руководством знаменитого Грэга Джексона в его же академии с такими известными бойцами, как Джон Джонс, Андрей Арловский (экс чемпионы UFC), Алистар Оверим (экс чемпион StrikeForse), Дональд Серроне и Джон Додсон (топ претенденты на пояс UFC в лёгкой и полулёгкой весовой категории).
В финале чемпионата мира по самбо 2013 года, прошедшего в Санкт-Петербурге, Арман победил россиянина Руслана Гасанханова, который при счёте 3:7 покинул ковёр.
В финале чемпионата мира по самбо 2014 года, проходившего в Японии, Арман Оспанов одержал уверенную победу над Ниязмуратом Шахмурадовым из Туркменистана со счётом 6:0.
Заслуженный мастер спорта Республики Казахстан. Также известен широкой публике благодаря ряду успешных боев в ММА, где он представляет казахстанский клуб Alash Pride (недоступная ссылка)
23 декабря 2017 года проиграл россиянину Алексею Полпудникову на турнире Absolute Championsip Berkut 77 в Москве со счётом 4:1.
6 января 2018 года Казахстанский боец смешанных единоборств Арман Оспанов стал автором "Нокаута 2017 года" в ACB (Absolute Championship Berkut).
6 марта 2020 года на турнире ACA 105, прошедшем в Казахстане, техническим нокаутом победил Расула Мирзаева.

## Статистика в смешанных единоборствах
| Боёв 15  | Побед 11 | Поражений 4 |
| -------- | -------- | ----------- |
| Нокаутом | 9        | 2           |
| Сдачей   | 1        | 1           |
| Решением | 1        | 1           |

| Результат | Рекорд | Соперник                    | Способ                                     | Турнир                                                                                 | Дата             | Раунд | Время | Место                   | Примечание |
| --------- | ------ | --------------------------- | ------------------------------------------ | -------------------------------------------------------------------------------------- | ---------------- | ----- | ----- | ----------------------- | ---------- |
| Поражение | 11-4   | Крис Уэйд                   | Нокаутом (удар ногой в голову и добивание) | PFL 4: сезон 2021                                                                      | 10 июня 2021     | 2     | 2:18  | Нью-Джерси, США         |            |
| Победа    | 11-3   | Расул Мирзаев               | Технический нокаут (удары)                 | ACA 105                                                                                | 6 марта 2020     | 1     | 2:29  | Алматы, Казахстан       |            |
| Поражение | 10-3   | Алексей Полпудников         | Технический нокаут (удары)                 | ACA 99 - Bagov vs. Khaliev                                                             | 27 сентября 2019 | 2     | 4:45  | Москва, Россия          |            |
| Победа    | 10-2   | Лом-Али Эскиев              | Нокаут                                     | ACA 95 - Moscow                                                                        | 19 апреля 2019   | 2     | 0:10  | Москва, Россия          |            |
| Поражение | 9-2    | Алексей Полпудников         | Раздельное решение                         | ACB 77 Abdulvakhabov vs. Vartanyan                                                     | 23 декабря 2017  | 3     | 5:00  | Москва, Россия          |            |
| Поражение | 9-1    | Тиаго Луис Бонифацио Сильва | Сабмишн (удушение ручным треугольником)    | ACB 69 Young Eagles 22                                                                 | 9 сентября 2017  | 2     | 1:53  | Алматы, Казахстан       |            |
| Победа    | 9-0    | Таичи Накадзима             | Нокаут (удар ногой с разворота)            | ACB 61: Balayev vs. Batayev                                                            | 20 мая 2017      | 2     | 1:35  | Санкт-Петербург, Россия |            |
| Победа    | 8-0    | Джо Элмор                   | Технический нокаут (удары)                 | Alash Pride - Golden Horde                                                             | 17 октября 2015  | 2     | 1:53  | Алматы, Казахстан       |            |
| Победа    | 7-0    | Джеймс Риз                  | Сабмишн (удушение треугольником)           | IADF - International Association Diamond Fight                                         | 22 марта 2014    | 1     | 3:33  | Алматы, Казахстан       |            |
| Победа    | 6-0    | Евгений Леничев             | Нокаут (удар)                              | Alash Pride - Great Battle 2                                                           | 19 декабря 2013  | 1     | 1:52  | Алматы, Казахстан       |            |
| Победа    | 5-0    | Алексей Полпудников         | Технический нокаут (удары)                 | Четвёртый турнир «Плотформа S-70»                                                      | 17 августа 2013  | 1     | 0:58  | Сочи, Россия            |            |
| Победа    | 4-0    | Руслан Хадаев               | Технический нокаут (удары)                 | AP - Grand Prix 2013                                                                   | 7 июля 2013      | 1     | 1:42  | Алматы, Казахстан       |            |
| Победа    | 3-0    | Маммадов Вугар              | Раздельное решение                         | AP - Great Battle                                                                      | 30 марта 2013    | 2     | 5:00  | Алматы, Казахстан       |            |
| Победа    | 2-0    | Михаил Сырбу                | Технический нокаут (удары)                 | AP - Alash Pride                                                                       | 22 декабря 2012  | 1     | 1:30  | Алматы, Казахстан       |            |
| Победа    | 1-0    | Якуб Тангиев                | Нокаут (удар)                              | Asian Pankration Federation - Assenov Fight Professional Pankration World Championship | 30 ноября 2012   | 1     | 2:00  | Астана, Казахстан       |            |

## Статистика по самбо
| Боёв 3          | Побед 3 | Поражений 0 |
| --------------- | ------- | ----------- |
| Сдачей          | 1       | 0           |
| Не состоявшихся | 0       | 0           |

| Результат | Рекорд | Соперник          | Способ           | Турнир | Дата            | Раунд | Время | Место                   | Примечание |
| --------- | ------ | ----------------- | ---------------- | ------ | --------------- | ----- | ----- | ----------------------- | ---------- |
| Победа    |        | Руслан Гасанханов | По решению судей |        | 17 октября 2013 | 1     | 3:7   | Санкт-Петербург, Россия |            |
| Победа    |        | Ришат Кабдолов    | По решению судей |        | 11 декабря 2014 | 1     | 6:0   | Япония                  |            |